# الأنباء (جريدة كويتية)
بدأت جريدة الأنباء الكويتية بالصدور في 5 يناير 1976 في منطقة شرق في دولة الكويت، ثم انتقلت إلى مبناها الجديد في شارع الصحافة في منطقة الشويخ في نوفمبر 1979 حيث بدأت مواكبة التطور التكنولوجي وتزويد المبنى وتجهيزه بكل تقنيات العصر اللازمة بما يتوافق والفكر الإنساني.
في 17 يونيو 1976 حدث انفجار في مبنى الجريدة أدى إلى جرح خمسة أشخاص بينهم رئيس التحرير.
وفي فترة الغزو العراقي للكويت وبعد مصادرة حرية الرأي والديمقراطية، اختارت الأنباء ملقى الأحرار في القاهرة وبدأت الصدور بتاريخ 15 أغسطس 1990، حيث كان لها الحضور المميز في نقل أخبار الديرة وهموم المواطنين الكويتيين ومعاناتهم من بؤس الاحتلال العراقي للكويت. ثم عادت جريدة الأنباء إلى الصدور في الوطن الأم الكويت في تاريخ 21 ديسمبر 1991.
في يوم 15 مارس 1995 أصدر مجلس الوزراء الكويتي قرارا بإيقاف إصدار الجريدة لمدة خمسة أيام وذلك لنشرها مقابلة مع أمين عام الحركة الدستورية الإسلامية نشر فيها ما يتعارض مع مصلحة البلد.

## رؤساء تحرير جريدة الأنباء
1. ناصر عبد العزيز المرزوق، من 5 يناير 1976 وحتى 1 نوفمبر 1978.
2. فيصل يوسف المرزوق، من 1 نوفمبر 1978 وحتى 25 يونيو 1990.
3. وليد خالد المرزوق، من 26 يونيو 1990 وحتى 1 مايو 1995.
4. بيبي خالد المرزوق، من 2 مايو 1995 وحتى 7 فبراير 2009
5. يوسف خالد المرزوق، من 8 فبراير 2009 وإلى الآن.[3]

## جهاز التحرير
يتألف جهاز تحرير جريدة الأنباء من عناصر بشرية ذات كفاءة عالية من الخبرة الصحفية والعملية التي هي رمز الرابط الفكري بينها وبين القارئ، وكان جهاز تحرير الأنباء ككل الصحف المتقدمة يتشكل من أقسام المحليات والخارجيات والاقتصاد والثقافة والفن والرياضة وحماية المستهلك والجامعة والمرآة والمجتمع والرأي الحر والمنوعات. ويدير هذا الجهاز الرجل الثاني في الجريدة بعد رئيس التحرير وهو نائب الرئيس أو مدير التحرير حيث يتحول إلى قلب دائم النبض يتصل بقسم الأخبار والتحقيقات. ومطار الجريدة أي قسم الخارجيات الذي يعمل طوال الوقت وبالأقسام الباقية. ومدير التحرير يتعامل مع أبواب الحياة كافة بحكم إشرافه المباشر على أقسام الصحيفة بدءا من السياسة وانتهاء بالرياضة، وهو يتعامل مع متخصصين متنوعين من موقع قيادي، ومن الطبيعي ان يكون له إلمام ومتابعة متنوعة بالمجريات التي تحملها المادة الصحفية. وإذا كان رئيس التحرير يقدر مجلس التحرير أو خلية العمل المسؤولة عن إدارة التحرير وذلك بصورة اجتماعات دورية وأحيانا طارئة فان نائب رئيس التحرير أو مدير التحرير هو الذي يباشر الاتصال برؤساء الأقسام لترجمة توجيهات رئيس التحرير إلى عمل صحفي محدد.
وينقسم جهاز التحرير إلى:

### مركز المعلومات والدراسات
مركز معلومات جريدة الأنباء هو أحد المراكز المنتشرة في الكويت والعالم العربي. وقد أدخلت على هذا المركز احدث وسائل الخدمة المعلوماتية وغيرها من الأجهزة الفنية التي من شأنها تلبية طلبات المحررين والباحثين والمراجعين بأسرع وقت ممكن. ومركز معلومات جريدة الأنباء يضم أربع وحدات جزئية وكل وحدة لا تكتمل إلى بوجود الأخرى وهي:
1. وحدة المعلومات والدراسات.
2. وحدة الصور والسلايد.
3. وحدة المكتبة.
4. وحدة المايكروفيلم.

والآن بدء مركز المعلومات والأرشيف في جريدة الأنباء بإتباع أفضل وسائل الخدمة باستخدام الحاسوب الآلي واحدث البرامج للتمكن من إدخال وإظهار الصورة والمعلومة بشكل سريع وسليم.

### قسم الترجمة
يضم قسم الترجمة في جريدة الأنباء عددا كبيرا من المترجمين المتخصصين في اللغتين الإنجليزية والفرنسية يقومون بأعمال الترجمة المختلفة في جميع الحقول السياسية والاقتصادية والمعلمية وغيرها. كما يقوم هذا القسم بترجمة الكتب والدوريات وتلبية حاجة الأقسام الأخرى في شؤون الترجمة.

### قسم الإخراج
لكل جريدة قسم إخراج ولدى الأنباء مجموعة كبيرة من المخرجين مهمتهم رسم الصفحات اليومية بشكل يتناسب ومستوى الجريدة من حيث الدقة والإتقان في العمل وقسم الإخراج يعمل على مر الساعة وذلك لتحقيق التواصل بينه وبين جهاز التحرير الذي ينبض قلبه بشكل دائم.

### قسم التصوير
قسم التصوير الصحفي يعتبر من أكبر أقسام التصوير في الصحف المحلية ويديره ثمانية مصورين متفرغين بالإضافة إلى الأجهزة الحديثة المتطورة التي أدخلت عليه بعد الغزو مما اكسب هذا القسم ميزة مختلفة عن الآخرين. وجريدة الأنباء أول صحيفة محلية تدخل إلى قسم التصوير أجهزة الطباعة الملونة الفوتوفاست، وهي تعمل على مدار الساعة. كما يحتوي القسم على فيديو برينتر جهاز تسجيل وطبع الصور عن التلفزيون، بالإضافة إلى معمل الأبيض والأسود وماكينة تحميض أفلام السلايد كما يحتوي على أرشيف خاص بالأفلام المصورة.

### قسم الموقع الإلكتروني
هو قسم حديث تم إنشائه بعد إطلاق الموقع الإلكتروني الرسمي لجريدة الأنباء الكويتية في عام 2007 وقد أصبح قسماً منفصلاً يتبع إدارة التحرير في عام 2011 وهو يتولى مسؤولية نشر النسخة الإلكترونية للجريدة يومياً، علاوة على إدارة الحسابات الرسمية لمواقع التواصل الاجتماعي المختلفة، والعمل يستمر داخل القسم على مدار الساعة وذلك لمتابعة كافة الأخبار المحلية والعالمية ونشرها للقراء أولاً بأول.

## الجوائز
حصلت على لقب الجريدة الأولى في كل من أعوام 1987 و1988 و1990 وفي كل من عامي 1996 و1997 وفقا لبحث ميداني أجرته المؤسسة العربية للبحوث والدراسات الاستشارية لسنة 1996 و1997 والمعتمد من قبل نخبة دول مجلس التعاون الخليجي للدراسات.